# Portico Quartet

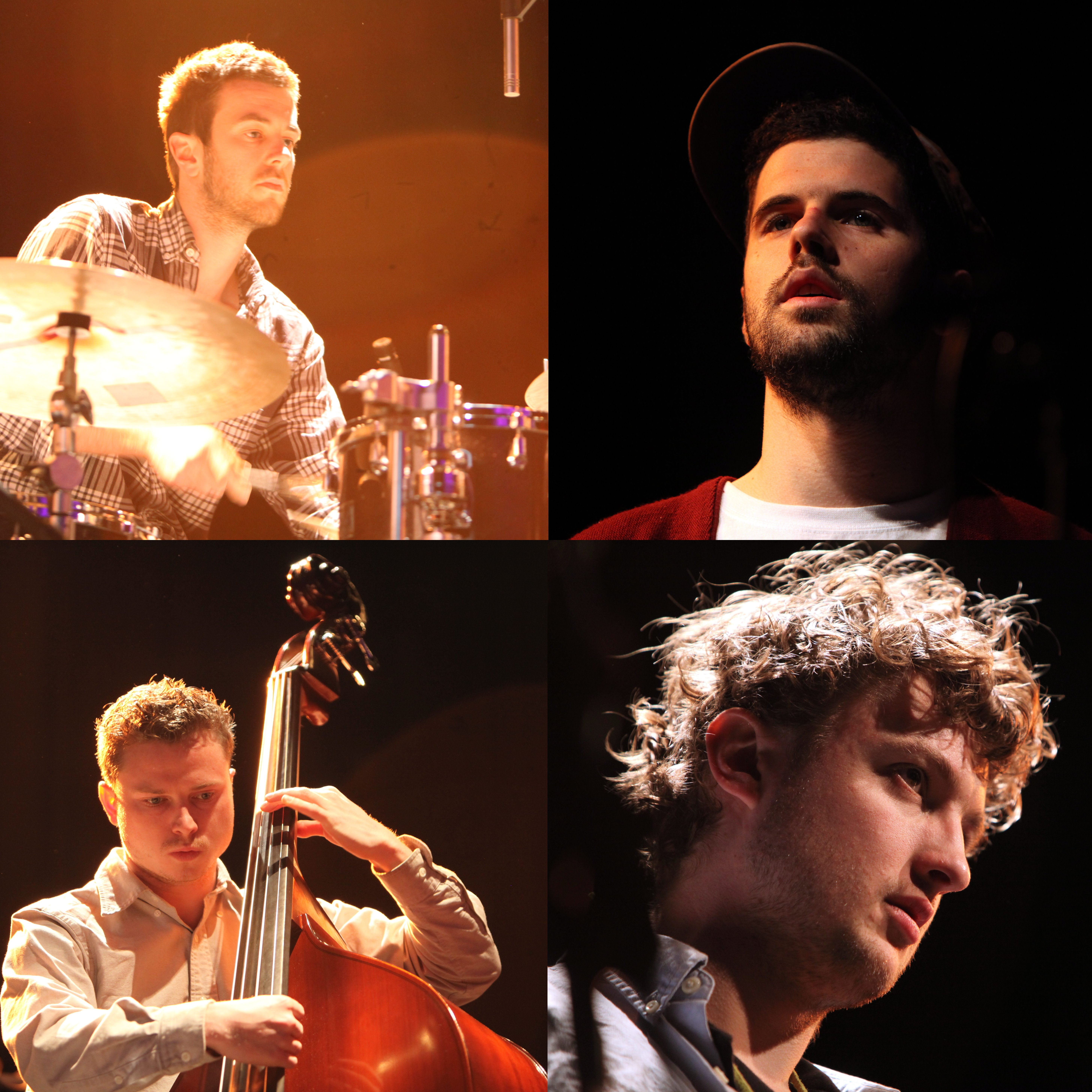
Portico Quartet выступают на Cully Jazz Festival в 2011 году. По часовой стрелке начиная с верхнего левого: Дункан Беллами, Ник Малви, Джек Уайлли и Майло Фицпатрик

Portico Quartet — британский джазовый квартет, образованный в 2005 году. В состав входят Джек Уайлли (сопрано- и тенор-саксофон), Дункан Беллами (ударные), Майло Фицпатрик (контрабас) и Кир Вайн (ханг, перкуссия). Ник Малви, бывший хангист и перкуссионист, покинул коллектив в 2011 году и занялся сольной карьерой в качестве автора-исполнителя. Для музыки Portico Quartet характерен звук ханга, который они используют при записи каждого трека. Коллектив получил название после того, как один из концертов в Италии был отменён из-за дождя, и музыкантам пришлось выступать под портиком (англ. portico).
Первые два года квартет давал в основном небольшие концерты и регулярно выступал перед прохожими возле здания Лондонского национального театра, а в 2007 году подписал контракт со звукозаписывающей компанией Babel Label. Дебютный альбом Knee-deep in the North Sea вышел 5 ноября того же года и сопровождался выступлениями на London Jazz Festival вместе с нидерландским пианистом Михилом Борстлапом и барабанщиком Биллом Бруфордом. Пластинка была номинирована на Mercury Music Prize и названа лучшим джазовым альбомом года в журнале Time Out.
В августе 2017 года, на лейбле Gondwana Records, квартет выпустил четвёртый студийный альбом Art in the Age of Automation.

## Дискография
- Knee-deep in the North Sea (2007)
- Isla (2009)
- Portico Quartet (2012)
- Living fields (2015)
- Art in the Age of Automation (2017)
- Memory Streams (2019)
- Terrain (2021)
- Monument (2021)
- Next Stop (2022)